# 村上信国
村上 信国（むらかみ のぶくに、生没年未詳）は、平安時代末期の武将。清和源氏頼清流。源為国（村上判官代）の子。兄弟に道清、基国、宗実、経業、惟国、世延（安信？）、宗信らがあり、子に信実がある。母は信西女。仮名は太郎。官位は従五位下、右馬助（『尊卑分脈』）。
治承・寿永の乱に際して信濃国内で挙兵した木曾義仲に従い上洛し、京中守護軍の一人として都の警護の任にあたった。その後、義仲との関係は不和になったものとみられ、法住寺合戦を経た寿永2年（1183年）12月に同じく京中の守護に名を連ねた葦敷重隆や源有綱といった武将らと共に解官されている（『吉記』）。以後の詳しい動向は不明。